# Edmée Delebecque
Edmée Delebecque   (9è districte de París, 9 d'abril de 1880 - Dieulofet, 31 de març de 1951) fou una poetessa, pintora i escriptora.

## Biografia
Edmée Delebecque fou neta del diputat del Pas-de-Calaves, Germain Delebecque. Els seus pares, Édouard Delebecque i Marie-Victoire Sauvage van tenir cinc fills: Germaine Delebecque, nascuda l'any 1866, que es casarà amb Charles-Louis Girault, l'arquitecte del Palauet a París; André Delebecque, politécnic i enginyer de les Mines i especialista dels llacs francesos; Frédéric Delebecque, nascut l'any 1870, politécnic també i coronel d'artilleria; Jacques Delebecque, nascut l'any 1876, periodista a l'Acció francesa, i finalment Edmée, nascuda l'any 1880.
Edmée Delebecque debuta a la poesia. Destaca molt d'hora per una sinceritat sense concessions i una lucidesa sense il·lusions sobre la naturalesa humana, que la conduiran més tard a abandonar les cenacles parisencs.
Alphonse Assecat la troba a la seva antologia de les dones poetes franceses.
També destacar la musicalitat que el músic Guy Ropartz (1864-1955) posa en un dels seus poemes: Bercez, bercez la meva ànima adolorida (Prop d'un rierol).
El 20 de juliol de 1903, Edmée Delebecque es casa amb Alphonse Chapoutot, un advocat a tribunal d'apel·lació de París; posteriorment es van divorciar. El 1925, s'instal·la a Dieulefit on porta una carrera d'artista, realitzant de nombrosos paisatges, dels quals alguns serviran a il·lustrar postals. Exposava al Saló de París. En la seva obra predominen les vistes de la Drôme, de Provença, de Marsella.

## Obres
- Poemes, Messein, París, 1905
- Moro de set a prop de la font, Sansot i Cie, París, 1907
- El llibre de Job va traduir de l'hebreu per Edmée Delebecque, prefaci d'Israël Levi, París, Leroux 1914
- La Nit clara, París, Delesalle, sd. Revista de la qual és l'editora
- A la solitud del cor, París, Delesalle, sd
- Dieulefit i els seus voltants, slnd, ca 1950, recull de 12 reproduccions, text d'introducció de Rodolphe Bringer.
  - J. Guy Ropartz, compositor : A prop d'un rierol, poesia d'Edmée Delebecque, (Nancy TÉ. Dupont-Metzner, 1909)